# Caetano da Costa Alegre
Caetano da Costa Alegre (26 de abril de 1864-† 18 de abril de 1890) fue un poeta de idioma portugués, nacido en el seno de una familia criolla de Cabo Verde, en la colonia portuguesa de Santo Tomé. 
En 1882 se traslada a Portugal, y asiste a una escuela de medicina en Lisboa, para recibirse como médico naval, pero muere de tuberculosis antes de poder cumplir tal objetivo.
En 1916, su amigo periodista Cruz Magalhãez publicó la poesía escrita por Costa Alegre durante los ocho años que vivió en Portugal. La obra, escrita en el estilo romántico popular de la época, fue un éxito inmediato por la forma en que celebra sus orígenes africanos, la expresión de nostalgia del hogar en Santo Tomé, y la descripción del sentimiento de alienación que conlleva su raza. Costa Alegre expresa su tristeza después de ser rechazado por una mujer blanca a causa del color de su piel, en uno de los primeros intentos de un poeta africano de lidiar con los asuntos raciales.
Aunque de estilo diferente al europeo, los temas de la obra de Costa Alegre lo convierten en un precursor para los escritores y poetas africanos posteriores, que trataron el tema racial, la alienación, los recuerdos nostálgicos del pasado (en este caso, sus reminiscencias de Santo Tomé).